# Kazumi Yumoto
Kazumi Yumoto, née le 11 novembre 1959 à Tokyo, est une romancière d'ouvrages pour adolescents japonaise.

## Biographie
Elle commence sa carrière en littérature comme scripte pour la télévision et la radio, puis se lance dans l'écriture d'ouvrages de littérature d'enfance et de jeunesse.
En 1997, elle remporte le prix Boston Globe-Horn Book, catégorie fiction, avec le roman The Friends traduit en anglais par Cathy Hirano. Le livre est traduit en français par Jean-Christian Bouvier en 2004.
Elle a publié en 2002 un roman pour adultes, La Ville au crépuscule, traduit en France par Ryôji Nakamura et René de Ceccaty en 2005.

## Quelques œuvres traduites en français
- Les Amis (1992)
- L'Automne de Chiaki (1997)
- La Ville au crépuscule (2002)
- Les Patins à glace
- L'Ours et le Chat sauvage, illustrations de Komako Sakaï, l'École des loisirs (2009)